# Мерипортский маяк
Мерипортский маяк (англ. Maryport Lighthouse) — маяк, расположенный недалеко от города Мерипорт (Maryport) в графстве Камбрия, Великобритания.
Маяк построен корпорацией Trinity House, ответственной за навигацию на территории практически всей Великобритании. Оригинальное здание маяка было построено в 1796 году. Trinity House взяла на себя заботу о маяке в 1961 году. Художник Л. С. Лоури (L. S. Lowry) изобразил башню маяка в нескольких картинах.
В 1996 году была построена новая башня из алюминия и маяк был подключен к электросети. До этого маяк был в Великобритании самым старым железным маяком. Всего 4,7 метров в высоту, новая башня является одной из самых маленьких в ведомстве Trinity House, но свет можно увидеть на расстоянии до 11 км.